# Prix Jules-Fournier
Pour les articles homonymes, voir Jules Fournier et Fournier.
Le prix Jules-Fournier est une distinction québécoise décernée à un journaliste de la presse écrite québécoise en reconnaissance de la qualité de la langue de ses écrits journalistiques. Il est attribué chaque année par le Conseil supérieur de la langue française. Le lauréat reçoit la somme de 2 000 $ et un parchemin faisant état des motifs pour lesquels le prix lui est décerné.
Il a été nommé en l'honneur de Jules Fournier qui était un journaliste, un écrivain et un critique littéraire québécois. 

## Lauréats
- 1981 : Nathalie Petrowski
- 1982 : Réjean Tremblay
- 1983 : André Dalcourt
- 1984 : Francine Montpetit
- 1985 : Daniel Pérusse
- 1986 : Guy Deshaies
- 1987 : Pierre Sormany
- 1988 : Gilles Lesage
- 1989 : Jean-V. Dufresne
- 1990 : Jean-François Lisée
- 1991 : Réal Pelletier
- 1992 : Carole Beaulieu
- 1993 : Geneviève Picard
- 1994 : Odile Tremblay
- 1995 : Georges-Hébert Germain
- 1997 : Ghislaine Rheault
- 1998 : Luc Chartrand
- 1999 : Josée Blanchette
- 2000 : Pierre Bourgault
- 2001 : Christian Rioux
- 2002 : Robert Lévesque
- 2003 : Rima Elkouri
- 2004 : Jean Dion
- 2005 : Christiane Laforge
- 2006 : Danielle Laurin
- 2007 : Valérie Borde
- 2008 : Katia Gagnon
- 2009 : Isabelle Hachey
- 2010 : Mélanie Saint-Hilaire
- 2011 : Michèle Ouimet
- 2012 : Yves Boisvert
- 2013 : Pierre Foglia
- 2014 : Monique Durand
- 2016 : Gary Lawrence
- 2017 : Jean-François Nadeau
- 2018 : Mylène Moisan
- 2019 : Isabelle Paré
- 2020 : Jean-Benoît Nadeau
- 2021 : Marie-Andrée Chouinard
- 2022 : Chantal Guy
- 2023 : Alexandre Gascon